# Plesiopelma insulare
Plesiopelma insulare é uma espécie de aranha pertencente à família Theraphosidae (tarântulas).